# Гайворонский маслосыродельный завод
Гайворонский маслосыродельный завод — предприятие пищевой промышленности в городе Гайворон Кировоградской области Украины.

## История
Маслодельный завод был построен в райцентре Гайворон в соответствии с вторым пятилетним планом развития народного хозяйства СССР и введён в эксплуатацию 29 мая 1936 года, его основной продукцией изначально являлось сливочное масло.
После начала Великой Отечественной войны, в связи с приближением к посёлку линии фронта, началась эвакуация заводского оборудования. Во время немецкой оккупации Гайворона (29 июля 1941 — 11 марта 1944) предприятие пострадало, но вскоре после освобождения началось его восстановление, и уже в 1944 году маслозавод возобновил работу, а в 1947 году — достиг довоенного объёма производства.
В дальнейшем, в связи с расширением ассортимента выпускаемой продукции, предприятие было переименовано в Гайворонский маслосыродельный завод. Цех цельномолочной продукции завода был построен в райцентре Ульяновка.
В целом, в советское время маслосырзавод входил в число крупнейших предприятий города.
После провозглашения независимости Украины завод перешёл в ведение министерства сельского хозяйства и продовольствия Украины, в дальнейшем государственное предприятие было преобразовано в открытое акционерное общество.